# دون هندرسون (مغني)
دون هندرسون (بالإنجليزية: Don Henderson)‏ هو مغني أسترالي، ولد في 1937، وتوفي في 1991.